# Alexandre del Valle
Alexandre del Valle (født 6. september 1969 i Marseille) er en fransk politolog, journalist og essayist, med speciale i islamisme, terrorisme og geopolitik i den muslimske verden.

## Uddannelse
Del Valle han dimitterede fra Institut for Politiske Studier i Aix-en-Provence, universitetet Montpellier 3 Paul Valery og Università degli Studi di Milano. Han studerede historie politiske doktriner, nationalt forsvar og historie politiske institutioner.
Del Valle fik sin doktorgrad i historie ved universitet Montpellier 3 Paul Valery i 2015, da han forsvarede afhandlingen "Vestlige civilisation og den anden afkolonisering: indigenism og islamisme i den kolde krig til i dag" hvor han analyseret samspillet mellem Vesten og den muslimske verden.

## Karriere
Tidligt i sin karriere arbejdede han som tjenestemand i Frankrig. Arbejdede han derefter i Europa-Parlamentet i Bruxelles, før du opretter sin egen konsulentfirma.
I øjeblikket er han underviser i geopolitik og internationale relationer ved Handelshøjskolen - ESC La Rochelle (Frankrig).
Del Valle er forfatter til syv bøger, udgivet på fransk. Nogle af hans bøger er også blevet oversat til portugisisk, italiensk, spansk og serbisk.
I sin første bog, "Islamisme og USA: en alliance mod Europa", der blev offentliggjort i 1997, analyserede han forholdet mellem CIA og den afghanske Mujahideen under krigen i Afghanistan og amerikansk indflydelse på fremkomsten af islamismen i den arabiske verden. Her er fokus på, hvordan og hvorfor USA har bidraget til fremkomsten af islamisme på tidspunktet for den kolde krig.
I den seneste bog "Syrisk kaos", udgivet i 2014, studerer han de underliggende årsager til den syriske konflikt, og den manglende af det arabiske forår.
Del Valle forsvarede ideen om en tilnærmelse mellem Rusland og Europa til at oprette en ny geopolitisk blok, som han kaldte "Pan-Vest" og er nødvendig for at bekæmpe islamistiske trussel.
Han beskriver islamisme som en tredje type totalitarisme, de to første er nazismen og kommunismen.

## Publikationer
- La Maronité politique, Le système confessionnel libanais et la guerre civile, IEP d'Aix-en-Provence, 1992 (mémoire).
- Statut légal des minorités religieuses en terres d'Islam, Faculté de droit d'Aix-en-Provence, 1993 (mémoire).
- La Théorie des élites, Faculté de Sciences politiques de Milan, 1993 (mémoire de DEA en histoire des doctrines politiques et des institutions politiques).
- Islamisme et États-Unis, une alliance contre l'Europe, L'Âge d'Homme, 1997 (ISBN 2-8251-1060-4). versions italienne et serbo-croate.
- Une idée certaine de la France (ouvr coll), Sous la direction d'Alain Griotteray, 1999, France-Empire, 1998.
- Guerres contre l'Europe : Bosnie, Kosovo, Tchétchénie, Les Syrtes, Paris, 2001 (ISBN 2-84545-045-1). (versions espagnoles, brésilienne, portugaise, italienne et serbo-croate).
- Quel avenir pour les Balkans après la guerre du Kosovo, Paneuropa/L'Age d'Homme, 2000.
- Le Totalitarisme islamiste à l'assaut des démocraties (Den islamiske totalitarisme til angreb på demokratierne), Les Syrtes, 2002.
- La Turquie dans l'Europe : un cheval de Troie islamiste ?, Les Syrtes, 2004 (ISBN 2-84545-093-1).
- Le Dilemme turc, ou les vrais enjeux de la candidature d'Ankara avec Emmanuel Razavi, Les Syrtes (ISBN 2-84545-116-4).
- Frères musulmans. Dans l'ombre d'Al Qaeda, Jean-Cyrille Godefroy, 2005 (ISBN 2-86553-179-1), préface d'Emmanuel Razavi.
- Perché la Turchia non può entrare nell'Unione europea, Guerini ed Associati, Milan, 2009 (préface de Roberto de Mattei).
- I Rossi, Neri, Verdi: la convergenza degli Estremi opposti, Lindau, 2009, Turin (préface Magdi Allam).
- Pourquoi on tue des chrétiens dans le monde aujourd'hui ? : La nouvelle christianophobie, Maxima Laurent du Mesnil 2011 (préface Denis Tillinac)
- Le complexe occidental : Petit traité de déculpabilisation, L'artilleur, Toucan Essais, 2014.
- Le Chaos syrien, printemps arabes et minorités face à l'islamisme, Dhow, 2014